# Френулотомия

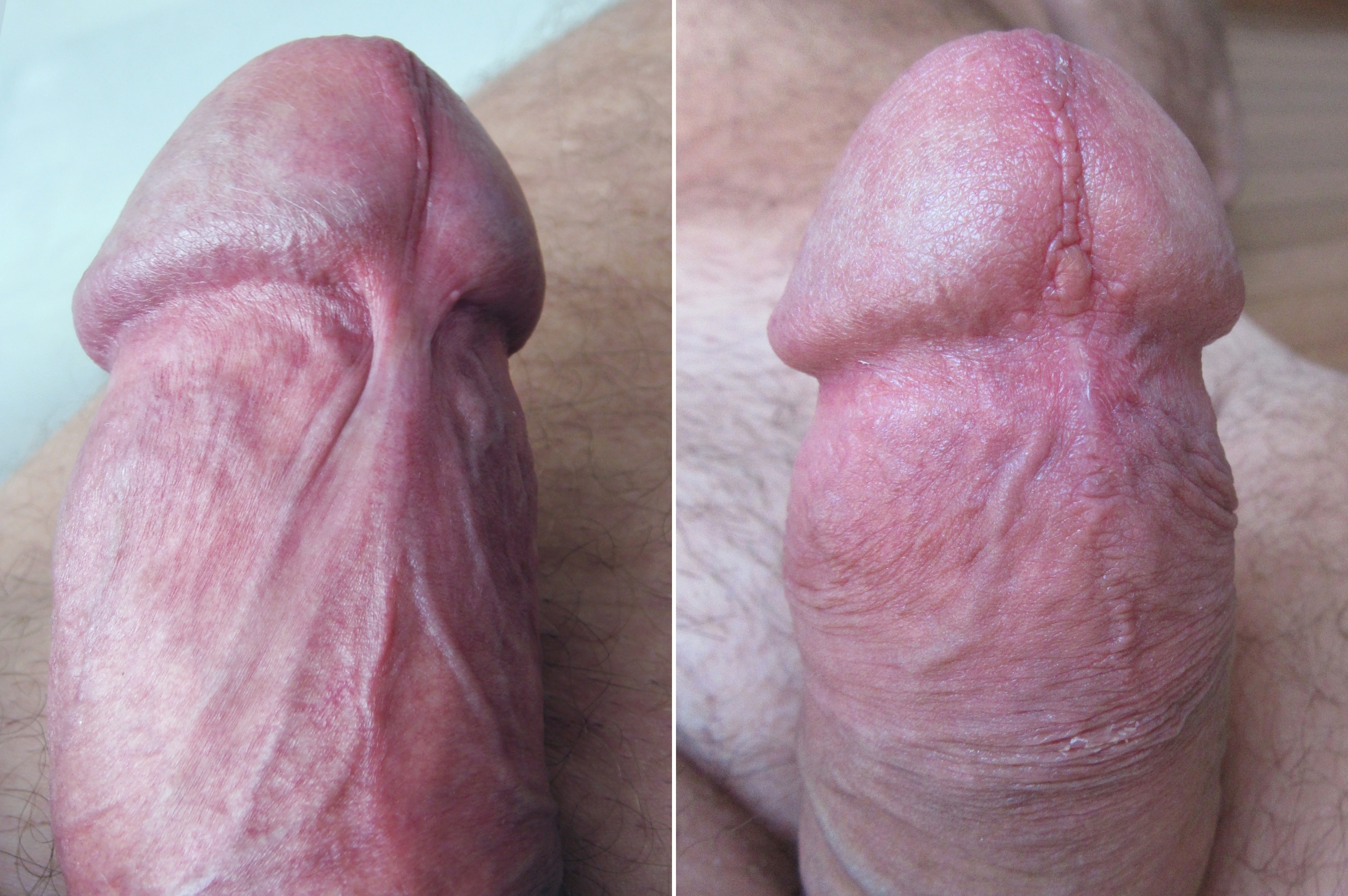
Уздечка до и после френулотомии

Френулотомия (от лат. frenulum — уздечка и др.-греч. τομή — разрезание) — хирургическое рассечение уздечки крайней плоти. Также используют в стоматологии при укороченных уздечках губ и языка.
К френулотомии прибегают при врождённой короткой уздечке, сопровождающейся затруднениями и болезненностью при половом акте, её частыми надрывами и разрывами с кровотечениями. При укороченной уздечке языка наблюдается нарушение речи. Из-за укороченных уздечек губ может развиться рецессия дёсен или появление диастем.
Уздечку рассекают посередине в поперечном направлении на глубину 0,5 см и края образовавшейся раны соединяют вдоль полового члена 2—3 узловыми швами. В результате продольного направления линии швов происходит удлинение уздечки.